# Kilmichael
Kilmichael è una città (town) degli Stati Uniti d'America, situata nella contea di Montgomery, nello Stato del Mississippi.